# Вейс, Исидор
Исидор Вейс (фр. Isidore Weiss, 29 апреля 1867 — 12 июня 1936) — французский шашист, первый чемпион мира по международным шашкам.

## Биография
Уроженец Австро-Венгерской империи, Исидор Вейс вместе с родителями в четырёхлетнем возрасте покинул Будапешт и прибыл в Париж. Шашками Вейс начал увлекаться достаточно поздно, по разным сведениям в шестнадцати- или восемнадцатилетнем возрасте, но достаточно быстро вошёл в число лучших игроков Франции. Уже в 1891 году в шашечном турнире в Париже, собравшем всех лучших игроков Франции, Вейс занял третье место позади Бартелинга и Леклерка, но впереди Циммермана, Дюссо и многих других признанных шашечных авторитетов. В ближайшие годы Вейс непременно занимал высокие места и в других аналогичных турнирах: Париж 1894 г. (4 место), Марсель 1895 г. (4-5 места), Париж 1895 (1 место). Парижским турниром 1895 года начинается череда блестящих побед Вейса, создавшая ему репутацию сильнейшего игрока мира.

1899 год стал годом подлинного триумфа Вейса. В апреле он побеждает в международном турнире в Амьене, значение которого было сопоставимо с неофициальным чемпионатом мира. После победы в амьенском турнире Вейс выиграл короткие матчи у Рафаэля (+2 =1) и Дюссо (+2 =1), сыграл вничью с Леклерком (=3) и выиграл длинный матч у Дюссо. С этого времени за Вейсом прочно закрепляется репутация чемпиона мира, и традиционный список чемпионов мира по международным шашкам начинается с его имени. Череда побед Вейса продолжалась до 1912 года. В 1900 году он побеждает (после дополнительного матча с Гастоном Буденом) в турнире, организованном в Париже по случаю Всемирной выставки. В 1901 году Вейс сыграл вничью матч с Рафаэлем (+ 2 −2 =6). В 1903 он занимает первое место в чемпионате Парижского шашечного общества (впереди Леклерка и Бартелинга). В 1904 году Вейс выигрывает небольшой матч у Рафаэля (+3) и играет вничью матч с сильнейшим голландским шашистом тех лет Джеком де Гаазом (+3 −3 =4). В 1906 году в пользу Вейса закончился матч с Бартелингом (+3 =4). В 1907 году Вейс выигрывает тяжелый матч у де Гааза (+3 −2 =15). Матчи Вейса с де Гаазом явились первыми матчами между лучшими игроками двух ведущих шашечных держав того времени и вызвали повышенный резонанс. В творческом отношении партии двух матчей явились важным материалом для полемики о преимуществах комбинационного и позиционного стилей игры. Правда, горячий поклонник позиционного стиля, де Гааз жаловался, что не имел случая доказать своей теории, так как его соперник играл не в чисто комбинационном и не в чисто позиционном стиле. В 1908 году Вейс выиграл небольшой матч у восемнадцатилетнего Мариуса Фабра (+1 =2). 

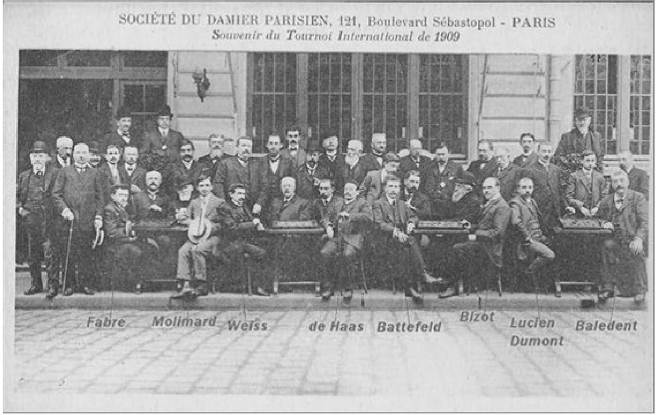
1909 год. Международный турнир в Париже. На переднем плане за столиками восемь участников турнира.

 В 1909 году Вейс выигрывает международный турнир в Париже, опередив Альфреда Молимара, Джека де Гааза и Станисласа Бизо. (В турнире участвовали шесть представителей Франции и два — Нидерландов.) В этом же году вничью заканчивается большой матч Вейса с Рафаэлем (+5 −5 =6). В 1910 году в чемпионате Парижа Вейс делит 2-3 места с Бизо позади Леонара Оттина. В дополнительном соревновании за второе место Вейс побеждает Бизо (+2 −1 =1). А вскоре после этого он побеждает Оттина в матче из десяти партий (+2 −1 =7). В октябре этого же года Вейс побеждает легендарного сенегальца Вольдуби (+2 =2). В ноябре 1910 Вейс занимает второе место в чемпионате Франции позади Альфреда Молимара, но по условиям турнира вызывает чемпиона и побеждает его в коротком матче со счётом +1 −0 =2. Затем Вейс отстаивает завоёванный титул в коротком матче с вызвавшим его Оттина (+1 −0 =1). Наконец, в 1911 году Вейс выигрывает матч у Германа Гогланда (+2 −1 =7). Таким образом, с 1899 года по 1911 год включительно Вейс победил в трёх международных турнирах (Амьен 1899, Париж 1900 и Париж 1909 г.) и сыграл восемь длинных (из не менее семи партий) матчей, пять из которых (с Дюссо, де Гаазом, Бартелингом, Оттина и Гогландом) Вейс выиграл, а три (два с Рафаэлем и один с де Гаазом) свёл вничью. Сегодня уже затруднительно с точностью определить, оговаривался ли официально при организации этих матчей статус поединков за звание чемпиона мира, но по своему значению эти матчи в любом случае такую роль играли. В 1912 году в Париже Вейс с крупным счётом (+1 −7 =7) проигрывает матч Альфреду Молимару. Из-за политики французской шашечной федерации в матче официально разыгрывался лишь титул чемпиона Франции, но результаты матча показали, что эпоха Вейса подошла к концу. В чемпионате мира 1912 года в Роттердаме Вейс поделил с Молимаром третье-четвёртое места позади Гогланда и де Гааза. Утратив звание чемпиона мира, Вейс продолжал оставаться в числе сильнейших шашистов мира, продолжая, хотя и реже, выступать в международных и французских соревнованиях. В 1920 году он занимает третье место в чемпионате Парижа позади Фабра и Бизо. В этом же году Вейс, опередив Шпрингера, побеждает в небольшом турнире в Голландии. В 1923 году Вейс занял первое место в чемпионате Парижа впереди Кроса и Андре Дюмона. В 1924 году в Марселе Вейс занимает второе место, пропустив вперёд Шпрингера. Четырёхкруговой матч-турнир 1927 года в Париже собрал пять выдающихся игроков. Вейс занял второе место позади Бизо, но впереди Фабра, Шпрингера и Германа де Йонга. Серьёзной неудачей завершился для Вейса чемпионат мира в Амстердаме 1928 года, где он оказался на непривычном для себя 11-м месте. Но зато на чемпионате мира 1931 года в Париже Вейс снова продемонстрировал высокий уровень, заняв третье место позади Фабра и Бизо, но впереди Райхенбаха. Этот чемпионат стал последним крупным турниром с участием Вейса.
Именем Вейса назван один из приёмов в шашечной игре, связанный с использованием у противника шашки на преддамочном поле (удар Вейса, сам Вейс называл его «наведение мостика»).
Автор двух книг: «Tactique & strategie du jeu de dames» (1910) и «Le jeu de dames: 250 positions nouvelles: 250 positions nouveles» (1935). По профессии — шляпник, после Первой мировой войны стал банкротом. Умер от осложнений хирургической операции.

## Звание чемпиона мира
В шашечной литературе достаточно широко распространено утверждение, что первым официальным чемпионатом мира стал международный турнир в Париже 1894 года, и что именно в нём Вейс и стал чемпионом мира. Но в турнире 1894 года Вейс занял лишь четвёртое место. Победу разделили Луи Бартелинг, Анатоль Дюссо и Луи Рафаэль. Иногда отсчёт чемпионатов мира начинают с турнира в Париже 1895 года. В нём действительно победил Вейс. Но нельзя сказать, что этот турнир отличался представительностью и мог претендовать на статус чемпионата мира. Больше оснований имеет версия, по которой первым чемпионатом мира является крупный турнир в Амьене 1899 года. Именно после него Вейс завоевал славу сильнейшего игрока мира. Эта версия была широко распространена уже в начале XX века. По крайней мере, в 1912 году её посчитал необходимым опровергнуть на страницах ежемесячника «Le Damier Universel» президент Французской шашечной федерации Феликс-Жюль Бользэ, согласно которому Вейс был признан чемпионом мира в 1906—1907 годах коллективным решением шашечного сообщества Франции. В 1904 году во время матча между Вейсом и де Гаазом в голландских газетах Вейс именовался чемпионом мира, но в них ничего не говорилось о том, что в матче это звание разыгрывается. О матче 1907 года в голландских газетах уже прямо сообщалось, что на кону стоит титул чемпиона мира. В шашечной литературе можно встретить утверждение, что парижский турнир 1909 года имел статус чемпионата мира. Прямого подтверждения этому найти не удаётся, но тогда можно было бы понять логику решения Бользэ, который объявил недействительным согласованное условие матча Исидора Вейса с Германом Гогландом, согласно которому в матче должно было разыгрываться звание чемпиона мира. Бользэ настаивал на том, что звание чемпиона мира должно разыгрываться лишь в турнире с соответствующим легальным статусом. Видимо, поэтому в 1912 году в матче Вейса с Альфредом Молимаром разыгрывалось лишь звание чемпиона Франции. После матчевой победы Молимара над Джеком де Гаазом Бользэ объявил Молимара «первым Европы» (premier d’Europe)., а чемпионом мира продолжали называть Вейса.